# Waldbach-Mönichwald
Waldbach-Mönichwald è un comune austriaco di 1 545 abitanti nel distretto di Hartberg-Fürstenfeld, in Stiria. È stato creato il 1º gennaio 2015 dalla fusione dei precedenti comuni di Mönichwald e Waldbach; capoluogo comunale è Karnerviertel.